# Niels Munk Plum (biskop)
Niels Munk Plum, född 19 februari 1880, död 10 juli 1957, var en dansk teolog.
Plum blev professor i dogmatik och Nya Testamentets exegetik vid Köpenhamns universitet 1924. Han var biskop i Lolland-Falsters stift 1942–1950. Plum utgav bland annat Dogmatik (1929) och Symbolik (1931).